# 4998 Kabashima
4998 Kabashima (1986 VG) là một tiểu hành tinh vành đai chính được phát hiện ngày 5 tháng 11 năm 1986 bởi K. Suzuki và T. Urata ở Toyota.